# بوکووا (ناحیه پروستییوف)
بوکووا (به چکی: Buková) یک منطقهٔ مسکونی در جمهوری چک است که در ناحیه پروستییوو واقع شده‌است. بوکووا ۱۷٫۴۲ کیلومتر مربع مساحت و ۳۳۸ نفر جمعیت دارد و ۶۲۸ متر بالاتر از سطح دریا واقع شده‌است.